# Pet Avengers
Pet Avengers sono un gruppo di supereroi dei fumetti, creati da Chris Eliopoulos (testi) e Ig Guara (disegni). Il loro esordio avviene su Lockjaw and the Pet Avengers n. 1 (ottobre 2009). 

## Storia del gruppo

### Lockjaw and the Pet Avengers
Mister Fantastic scopre che una delle Gemme Dell'Infinito si trova a Attilan, nello Zona Blu della Luna, patria degli Inumani. Quindi chiede a Freccia Nera e agli Inumani di aiutarli a trovare la gemma. Tuttavia, a loro insaputa, Lockjaw aveva già scoperto la Gemma Mentale che concede la telepatia. Lockjaw usa questo suo nuovo potere per leggere la mente di Mr. Fantastic e decide di andare alla ricerca delle restanti Gemme.
Per essere aiutato nella propria missione, decide di formare una squadra di supereroi per trovare le Gemme perdute. Si uniscono alla squadra Throg, Lockheed, Redwing, Harball e Ms. Lion. La ricerca alla seconda Gemma li conduce alla Terra Selvaggia dove incontrano un T-Rex. Arriva Zabu e li aiuta a far scappare il dinosauro. Inoltre si unisce alla squadra e riesce a trovare anche la Gemma Temporale. Il gruppo poi viaggia fino alla Terra preistorica, dove si scontrano con Devil Dinosaur e Lockjaw e Ms. Lion riescono a rubare la Gemma Spaziale dal nido del dinosauro. Ritornati al presente, per errore appaiono sopra l'Oceano Atlantico. Cadono in esso, ma vengono salvati dalle Tartarughe della Guardia D'onore di Namor, che accettano di aiutarli a trovare le altre due gemme. Purtroppo, vengono ingoiati da Giganto, dove Ms. Lion trova la Gemma dell'Anime e la Gemma della Realtà.
Finalmente, si teletrasportano alla loro ultima metà, la Casa Bianca. L'ultima Gemma, la Gemma del Potere, si trova nel collare di Bo, il nuovo cane del Presidente. Sfortunatamente, si imbattono in Thanos, il precedente proprietario delle gemme unite come Guanto dell'Infinito, che uccide Mr. Lion. Gli altri animali utilizzano le Gemme per incagliare Thanos in una dimensione alternativa e successivamente per resuscitare il loro compagno. Recuperatesi la Gemma del Potere, il gruppo decide di separarsi, non prima che Throg ricorda loro che ora condividono un legame psichico e si riuniranno, se necessario. Mr. Lion, resuscitato da Hairball attraverso la Gemma dell'Anima, ribattezza il gruppo Pet Avengers. Lockjaw presenta le gemme a Reed Richards.

### Lockjaw and the Pet Avengers Unleashed
Dopo la fine della precedente avventura, i Pet Avengers hanno continuano ad essere supereroi in altri modi. Tuttavia, quando Throg scomparve mentre era alla ricerca del suo posto nel mondo, gli altri Pet Avengers si riuniscono e vanno in Himalaya per ritrovarlo. Nel frattempo, Throg era andato a Asgard, dove Thor lo ha consigliato di consultarsi con uno Yeti. Dopo averlo incontrato, Throg e lo Yeti sono stati trasportati con forza nel Dream Realm, dove sono stati attaccati dai mostri del Caduto. Sono stati poi espulsi dal Dream Realm insieme ad altre numerose creature mitiche. Con l'aiuto di un unicorno di nome Damiella e dello Yeti (chiamato "Hairball 2" da Mr. Lion) i Pet Avengers sono stati in grado di salvare il Dream Realm e restituire a tutte le creature mitiche la loro casa.

### Avengers vs. Pet Avengers
La squadra ha continuato a combattere insieme, aiutando Franklin Richards e Puppy a sconfiggere un mostro spazzatura, aiutando i Power Pack ad arrivare su Asgard, assistendo alla sconfitta di Jormungand e contrastando una rapina al negozio di caramelle.
Fino a quando Thor, Capitan America e Iron Man sono stati trasformati in rane da Fin Fang Foom e Thor ha inviato una richiesta di soccorso telepatico a Throg.
I Pet Avengers rispondono e tentano di fermare Foom e i suoi draghi. Falliscono e Foom parte per la Cina. Lì, molti Vendicatori stanno combattendo i draghi di Foom. I Pet Avengers si uniscono alla lotta, ma iniziano ad aiutare Foom quando rivela che sta tentando di salvare le uova di drago del suo popolo. I Pet Avengers sono costretti a tenere a bada i Vendicatori ma riescono a salvare le uova di drago. Come ricompensa per il servizio dedicato, i Vendicatori costruiscono la Pet Avengers Mansion che fungerà da sede per i Pet Avengers.

## Formazione

### Lockjaw
Inumano dalle fattezze canine, simile ad un massiccio bulldog, ha il potere di teletrasportare lui e altri in qualunque luogo desideri. Possedeva tutte le Gemme dell'Infinito.

### Throg
Puddlegulp è una rana che ha incontrato Thor quando egli stesso è stato trasformato in rana da Loki. Puddlegulp fa parte di una comunità di rane che vivono a Central Park, che sono stati impegnati in una disputa territoriale con il Parco dei ratti. Puddlegulp diventa amico Thor che aiuta il Re rana Glugwart a sconfiggere i topi. Prima della partenza di Thor (costringendo Loki ad annullare l'incantesimo), Puddlegulp ha rivelato che una volta era un umano e venne trasformato da una zingara.
La serie Lockjaw and the Pet Avengers rivela che il nome umano di Puddlegulp era Simon Walterson (un riferimento a Walt Simonson che ha scritto la storia originale). Puddlegulp a quanto pare trova una scheggia del martello di Thor e la usa per diventare Throg, la Rana del Tuono. Throg difende il suo popolo contro i ratti fino a quando viene contattato da Lockjaw (membro degli Inumani) per aiutarlo a individuare le Gemme dell'Infinito.

### Ms. Lion
Ms. Lion è un piccolo cane bianco senza alcun potere di proprietà di May Parker, la zia di Peter Parker. È un cane maschio ma per qualche motivo sconosciuto è stato dato il nome di Ms. Lions. Ha vissuto nel Queens e, a parte le sue connessioni con Spider-Man, ha vissuto una vita normale prima dell'entrata nel gruppo.

### Lockheed
Drago alieno, fedele amico di Kitty Pryde e membro degli X-Men e dello S.W.O.R.D. Possedeva la Gemma Temporale.

### Redwing
Redwing è un falco che è stato acquistato da Sam Wilson (Falcon) a Rio. I due condividono un legame telepatico, a causa della manipolazione del Teschio Rosso grazie al potere del Cubo Cosmico. Possedeva la Gemma della Realtà.

### Hairball
Il gatto rimbalzo, dotato di poteri cinetici simili al suo padrone Speedball. Possedeva la Gemma dell'Anima.

### Zabu
Zabu è una possente tigre dai denti a sciabola dalla pelliccia dorata, compagna fedele di Ka-Zar, vive insieme a lui nella Terra Selvaggia. Possedeva la Gemma Spaziale.